# Ritlabs
Ritlabs este o companie din Chișinău, Republica Moldova, care elaborează produse software, specializată în produse comunicaționale cu cerințe sporite de asigurare a confidențialității schimbului de informații și protecție împotriva virușilor. Printre produsele elaborate de „Ritlabs” SRL se numără The Bat!, The Bat! Voyager, Argus, SecureBat, BatPost, Dos Navigator  și altele..
The Bat! a apărut pe piața mondială în anul 1998 și în prezent numără milioane de utilizatori în toată lumea. Produsul a fost numit unul dintre cele mai sigure servicii de email de pe piața mondială. Are la activ numeroase premii ale site-urilor de specialitate, inclusiv Softlist, Week Stround's, Softpedia.
Printre utilizatorii companiei se numără deținători de computere casnice, organizații de afaceri și de stat, bănci și alte instituții financiare, întreprinderi din industria aerocosmică, petrolieră și a gazelor, companii din sectorul asigurării cu programe și aparate, firme din business-ul mic și mijlociu. Oficiul firmei „Ritlabs” S.R.L. se află la Chișinău.

## Istoric
În anul 2002 compania a lansat prima versiune a serverului poștal „BatPost”.
În anul 2003 compania a primit titlul de „Exportatorul anului”, instituit de organizația de stat pentru promovarea exporturilor din Moldova (MEPO).
În anul 2004 compania a lansat programul „The Bat! Private Disk” pentru stocarea datelor personale.
În anul 2006 compania a lansat programul „The Bat! Voyager” care permite stocarea și prelucrarea poștei electronice de pe dispozitive portabile, cum ar fi discuri de memorie USB.
În anul 2013 Inspectoratul Fiscal Principal de Stat a atribuit companiei titlul de „Contribuabil cu grad înalt de credibilitate”.